# Matrimonio igualitario en Oceanía
En Oceanía han surgido intensos debates a nivel social, político y religioso para aprobar el matrimonio igualitario, así como también la unión civil y el registro de parejas de hecho, siendo en la actualidad una de las regiones del mundo más progresistas con respecto al reconocimiento de parejas del mismo sexo en proporción al total de su población (77,7 por ciento).
A partir del siglo XXI comenzaron a regir las primeras leyes que permitieron este tipo de uniones. En la actualidad, dos países y siete territorios dependientes reconocen algún tipo de unión. Australia, Nueva Zelanda, y los territorios de Guam, Isla de Pascua, Islas Marianas del Norte, Islas Pitcairn, Nueva Caledonia, Polinesia Francesa y Wallis y Fortuna legalizaron el matrimonio igualitario para todo su territorio.

## Situación actual

### Nivel nacional
| Situación                                              | País          | Legal desde | Población nacional (último censo estimado)    |
| ------------------------------------------------------ | ------------- | ----------- | --------------------------------------------- |
| Matrimonio (2 países)                                  | Nueva Zelanda | 2013        | 4.242.048                                     |
| Matrimonio (2 países)                                  | Australia     | 2017        | 21.507.717                                    |
| Subtotal                                               | —             | —           | 25.749.765 (77,7% de la población de Oceanía) |
| Unión civil o registro cohabitacional (0 países)       |               |             |                                               |
| Subtotal                                               | —             | —           | 0 (0% de la población de Oceanía)             |
| Total                                                  | —             | —           | 25.749.765 (77,7% de la población de Oceanía) |
| Sin reconocimiento (11 países)                         |               |             |                                               |
| Estados Federados de Micronesia                        | —             | 135.869     |                                               |
| Fiyi                                                   | —             | 856.346     |                                               |
| Kiribati                                               | —             | 96.335      |                                               |
| Islas Marshall                                         | —             | 73.630      |                                               |
| Nauru                                                  | —             | 12.329      |                                               |
| Papúa-Nueva Guinea                                     | —             | 5.172.033   |                                               |
| Samoa                                                  | —             | 179.000     |                                               |
| Islas Salomón                                          | —             | 494.786     |                                               |
| Tonga                                                  | —             | 106.137     |                                               |
| Tuvalu                                                 | —             | 11.146      |                                               |
| Vanuatu                                                | —             | 240.000     |                                               |
| Subtotal                                               | —             | —           | 7.377.611 (22,4% de la población de Oceanía)  |
| Prohibición constitucional del matrimonio gay (1 país) | Palaos        | 2008        | 19.409                                        |
| Subtotal                                               | —             | —           | 7.397.020 (0,1% de la población de Oceanía)   |
| Total                                                  | —             | —           | 7.397.020 (22,5% de la población de Oceanía)  |

### Nivel sub-nacional
| Situación                             | Estado/Territorio        | País           | Legal desde |
| ------------------------------------- | ------------------------ | -------------- | ----------- |
| Matrimonio (7 jurisdicciones)         | Guam                     | Estados Unidos | 2015        |
| Matrimonio (7 jurisdicciones)         | Isla de Pascua           | Chile          | 2022        |
| Matrimonio (7 jurisdicciones)         | Islas Marianas del Norte | Estados Unidos | 2015        |
| Matrimonio (7 jurisdicciones)         | Islas Pitcairn           | Reino Unido    | 2015        |
| Matrimonio (7 jurisdicciones)         | Nueva Caledonia          | Francia        | 2013        |
| Matrimonio (7 jurisdicciones)         | Polinesia francesa       | Francia        | 2013        |
| Matrimonio (7 jurisdicciones)         | Wallis y Futuna          | Francia        | 2013        |
| Sin reconocimiento (4 jurisdicciones) | Samoa Americana          | Estados Unidos | —           |
| Sin reconocimiento (4 jurisdicciones) | Islas Cook               | Nueva Zelanda  | —           |
| Sin reconocimiento (4 jurisdicciones) | Niue                     | Nueva Zelanda  | —           |
| Sin reconocimiento (4 jurisdicciones) | Tokelau                  | Nueva Zelanda  | —           |